# Wendelkabel

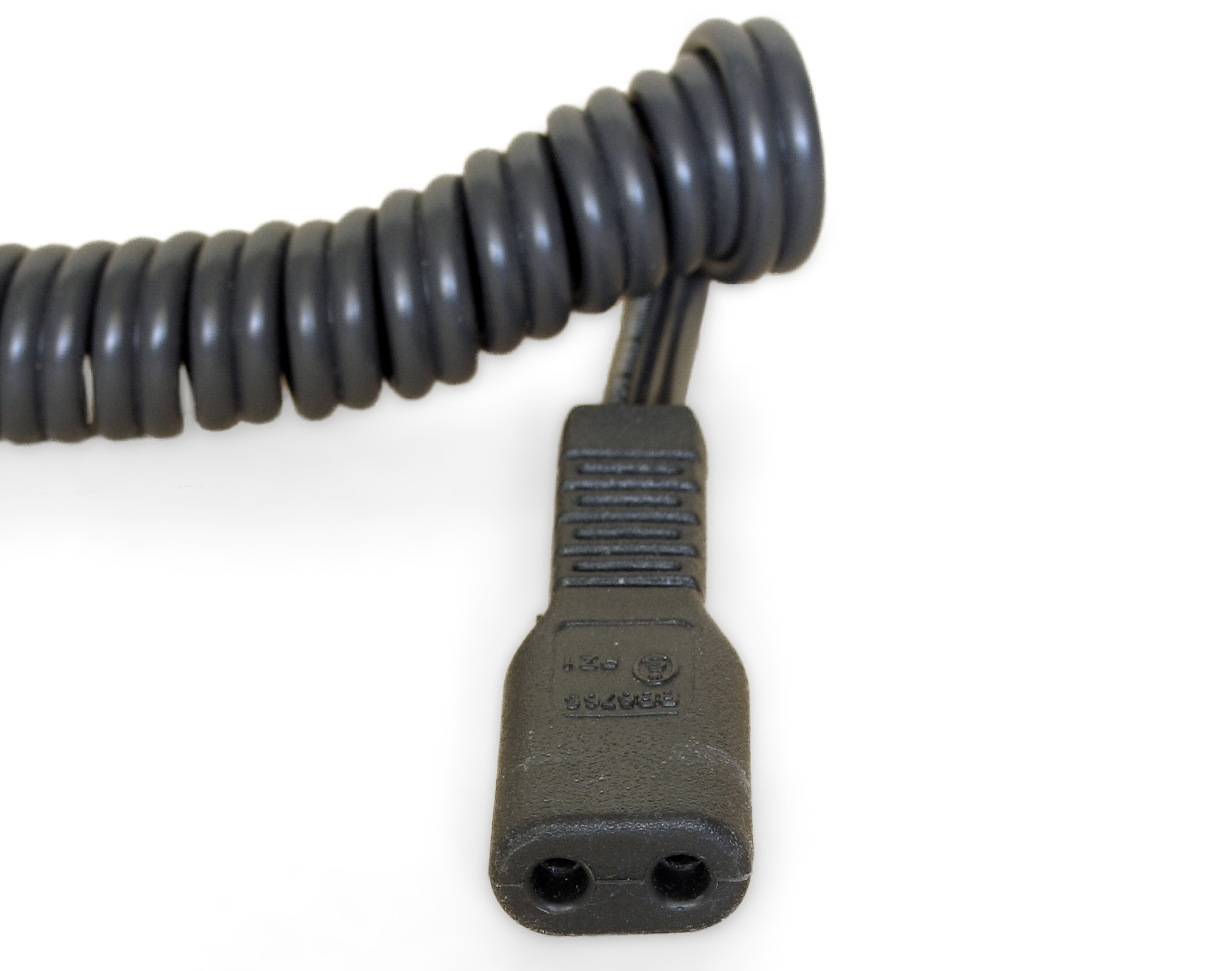
Rasiererstecker mit Wendelkabel

Ein Wendelkabel  (auch Spiralkabel) ist ein Kabel, das zum Zwecke der Platzersparnis und Verlängerbarkeit bauartbedingt eine Wendelform besitzt. Das Kabel ist dabei in einer zylindrischen Helix gewunden.

## Elektrowendel
Ein beispielhaftes Anwendungsgebiet ist die Kabelverbindung von Zugmaschine und Sattelauflieger eines LKWs. Das Wendelkabel wird hier Elektrowendel genannt.

## Beispielbilder

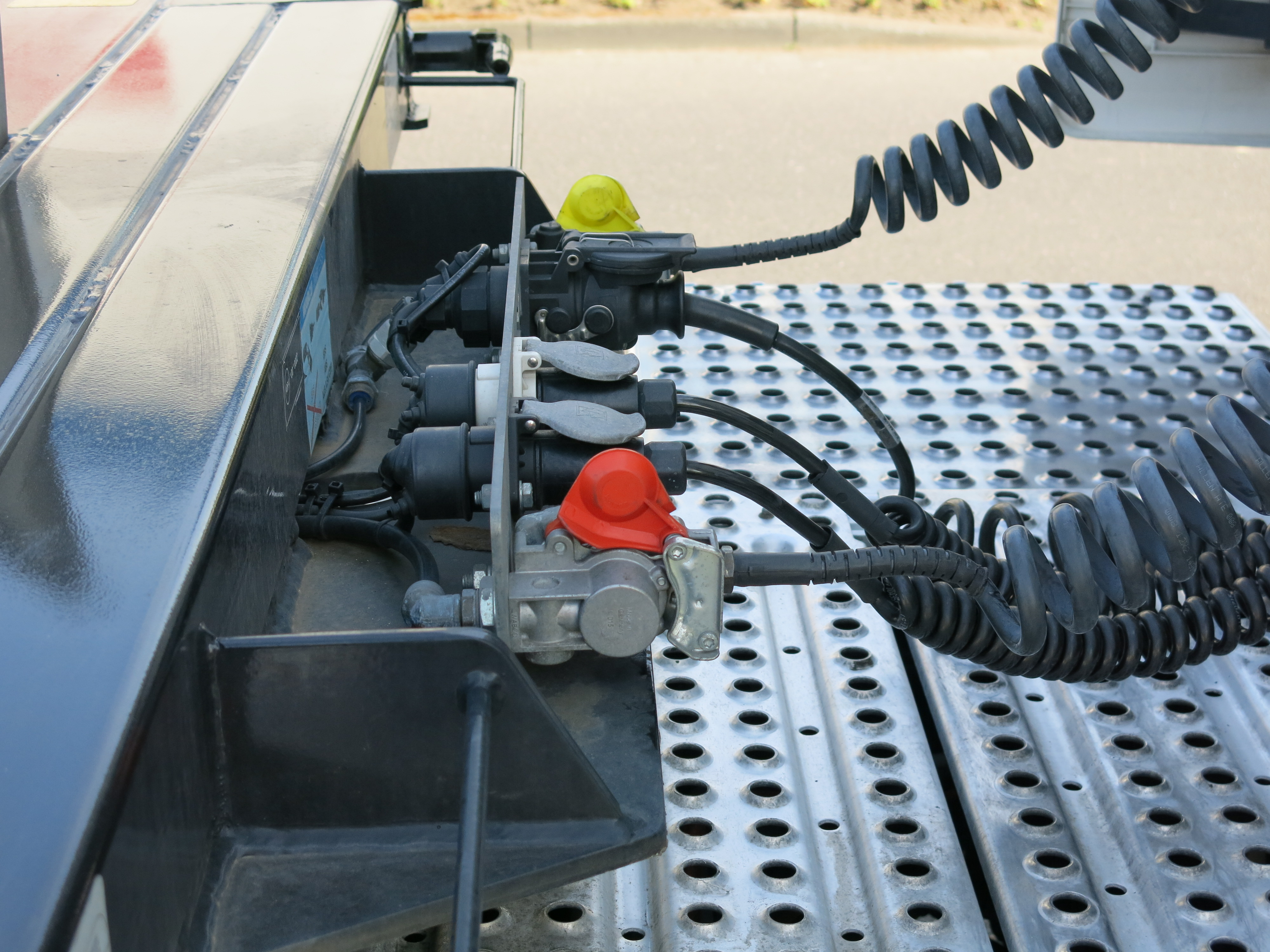
Wendelkabel zwischen Zugmaschine und Sattelauflieger
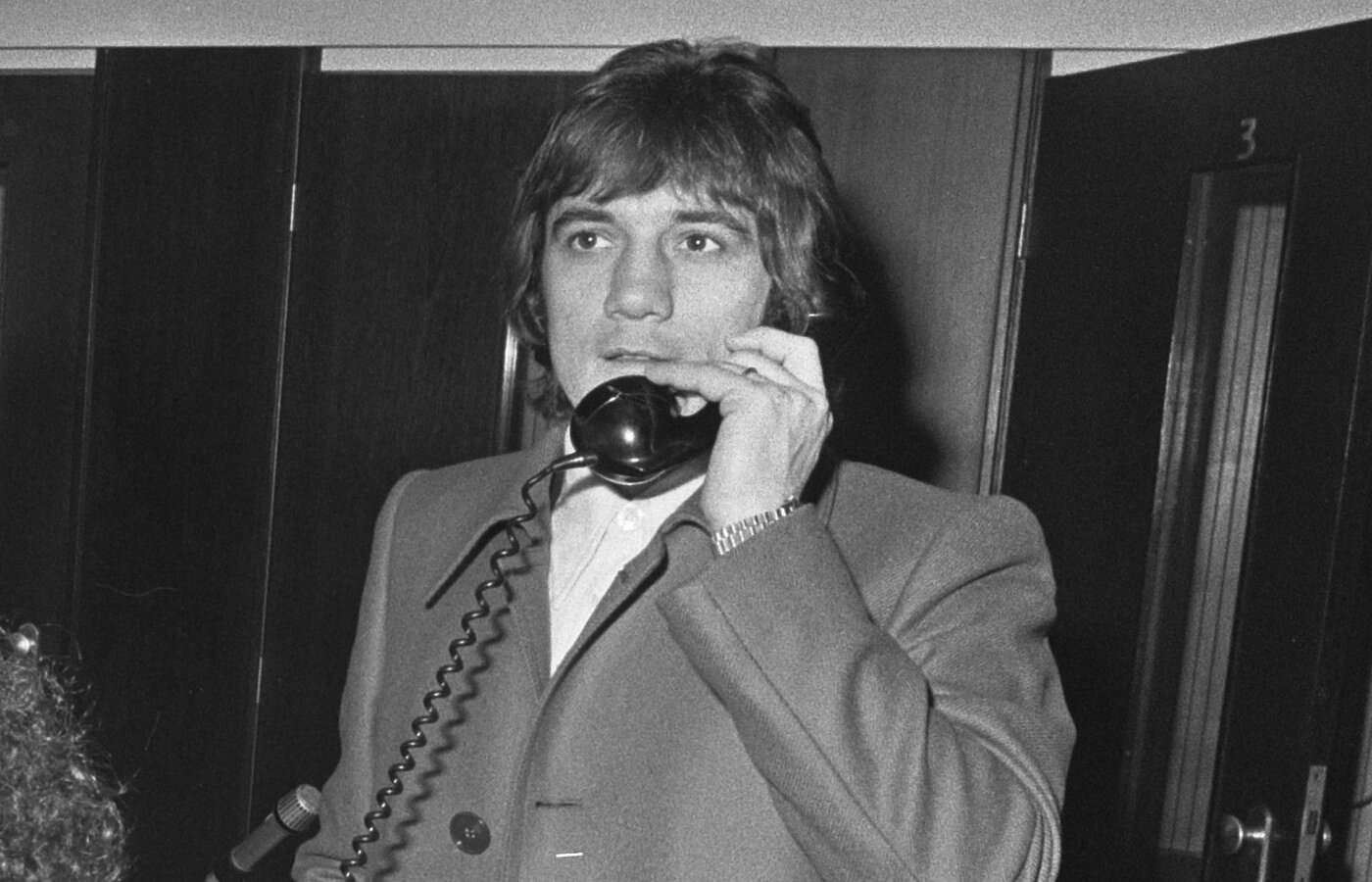
Wendel-Telefonschnur
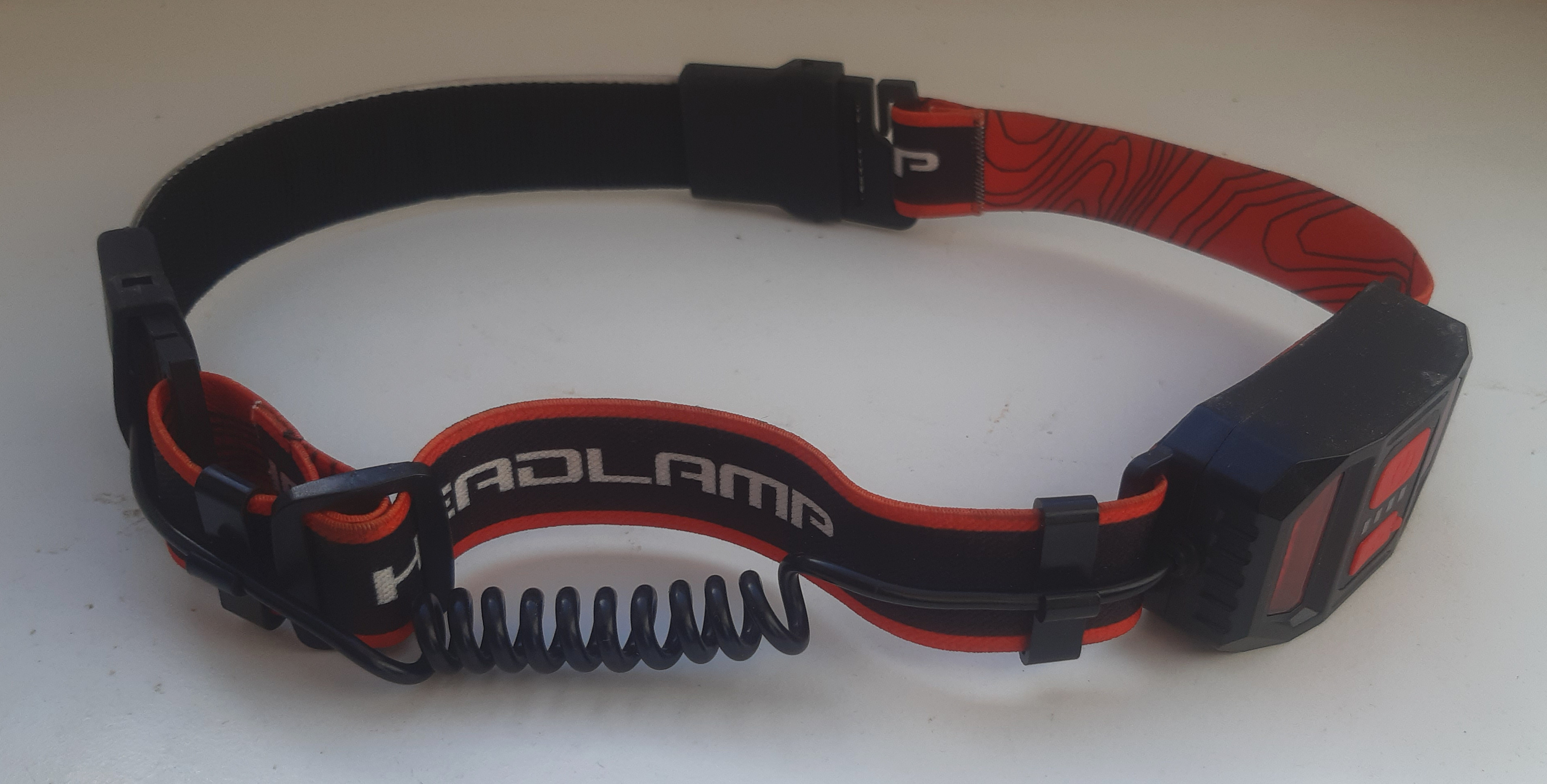
Dehnbare Stirnlampe mit Wendelkabel